# Zuckerfabrik Leopoldsdorf

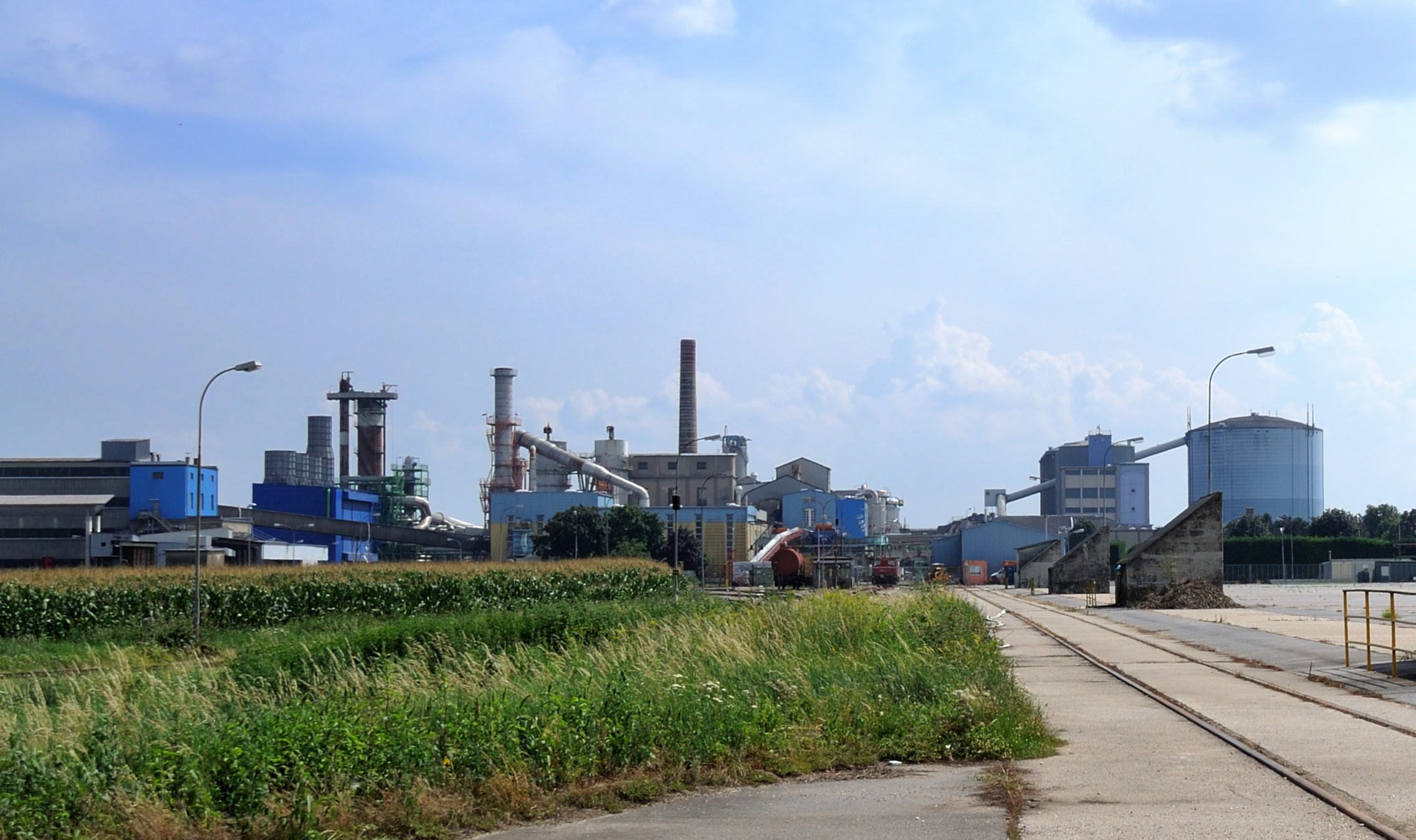
Blick vom Bahnhof Siebenbrunn-Leopoldsdorf auf die Zuckerfabrik

Die Zuckerfabrik Leopoldsdorf in Leopoldsdorf im Marchfeld (Niederösterreich) war eine Zuckerfabrik in Österreich. Betrieben wurde die Fabrik von der Firma Agrana. Die Zuckerlieferungen aus Leopoldsdorf gingen in loser und verpackter Form (50-kg-Säcke) vorwiegend an die weiterverarbeitende Industrie. Die Fabrik wurde im März 2025 geschlossen.

## Geschichte
Die Gründung der Zuckerfabrik geht auf das Jahr 1901 zurück, als die Leipnik-Lundenburger Zuckerfabriken AG (LLZ) unter Richard von Skene senior (1867–1946) ein Grundstück bei Leopoldsdorf erwarb, um dort eine Rohzuckerfabrik zu betreiben. Nach dem Ersten Weltkrieg wurde die Leopoldsdorfer Fabrik in eine Zuckerraffinerie zur Erzeugung von Weißzucker umgebaut. Mit dem Anschluss wurde auch die Leopoldsdorfer Zuckerfabrik durch die Hauptvereinigung der Deutschen Zuckerwirtschaft in Berlin kontrolliert. Nach Zerstörungen im Zweiten Weltkrieg erhielt die Firmenleitung 1949 wieder die volle Hoheit über die Fabrik, die in der Folge mit anderen Fabriken als Marchfelder Zuckerfabriken firmierte. Im März 1976 wurden diese mit jenen der Familie Strakosch (Hohenauer und Enns) als neue Sugana Zucker GesmbH fusioniert. Durch eine weitere Fusion 1987 mit der Zuckerfabrik Tulln wurde 1989 die Agrana Beteiligungs-AG gegründet, die Sugana und auch die Stärkefabriken Agena umfasste.
Durch weitere Rationalisierungen wurden in der Folge in Österreich zahlreiche Zuckerfabriken geschlossen. Im März 2025 wurde die Schließung der Fabrik in Leopoldsdorf bekanntgegeben, wodurch die Zuckerfabrik Tulln die letzte ihrer Art in Österreich ist. Als Gründe wurden steigende Produktionskosten, zunehmender Wettbewerbsdruck durch den Rückgang des Zuckerverbrauchs in der EU sowie regulatorische Vorgaben angegeben. 120 Beschäftigte verloren ihre Arbeit. Der Standort soll als Logistik-Hub bestehen bleiben.